# The Darkness II
The Darkness II è un videogioco sparatutto in prima persona, seguito di The Darkness. La storia si basa sulle avventure di Jackie Estacado e della Tenebra. Lo sviluppo è passato da Starbreeze, sviluppatori del primo episodio, a Digital Extremes. The Darkness II dispone di una grafica cel-shading, ed è uscito per PlayStation 3, Xbox 360 e PC il 10 febbraio 2012.

## Trama
Jackie Estacado, capo della Famiglia Franchetti, vive nel lusso e lo sfarzo, pur di tenere lontano il ricordo della tragica morte dell'amore della sua vita. La Tenebra torna a impossessarsi di lui dopo che Jackie ha lottato per molto tempo per riprendere il controllo della propria mente. La Tenebra lo aiuterà a farsi strada nell'organizzazione criminale che minaccia il suo impero.

## Personaggi
- Jackie Estacado: a due anni di distanza dalla faida con lo zio Paulie, Jackie diventa il nuovo boss della famiglia Franchetti, ma la sua situazione non diventa più facile, e si ritrova alle prese con famiglie rivali, e una cospirazione ben più ampia di quanto si possa pensare.
- La Tenebra: rinnegata da Jackie due anni prima per poi essere rievocata dallo stesso in punto di morte, la Tenebra approfitta dell'attuale vulnerabilità dell'uomo per poterne assoggettare la mente, avvalendosi spesso di allucinazioni in cui appare la sua defunta donna amata, Jenny.
- Vinnie: è il miglior amico di Jackie Estacado e suo fido braccio destro, sempre pronto a combattere al fianco del nuovo capo della famiglia Franchetti. Assiste e sostiene il protagonista nelle vicende che lo vedono in guerra con le altre famiglie mafiose della città.

## Modalità di gioco
Rispetto al primo capitolo ci sono diverse innovazioni: il sistema di puntamento e il sistema shooter sono stati resi molto fluidi e scorrevoli, quando si usano due pistole contemporaneamente, sarà possibile sceglierne l'angolatura, le due braccia demoniache potranno essere usate per colpire i nemici sia diagonalmente che verticalmente oppure per frustarli. Inoltre si potranno afferrare oggetti utili per ripararsi (come la portiera di un taxi) o da scagliare contro i nemici. È possibile afferrare ogni oggetto o cadavere con una o entrambe le braccia demoniache (che possono essere utilizzati in vari modi) e continuare a sparare con le pistole. La Tenebra può essere solo usata in presenza di zone buie. e per questo motivo ci saranno dei nemici che tenteranno di sfruttare questa falla portandosi dietro delle torce elettriche.
Ci sarà un Darkling che accompagnerà Jackie per tutta l'avventura e che sarà molto importante ai fini della trama. Sarà possibile giocare alla modalità "Vendetta", ovvero una sorta di vicissitudini parallele legate però strettamente alla trama principale, in cui sarà anche possibile giocare in co-op scegliendo uno dei 4 personaggi disponibili dove ognuno di loro avrà un'arma da fuoco ed un'arma col potere delle tenebre. A differenza del gioco originale The Darkness II è stato doppiato in italiano.